# Москаль Геннадій Геннадійович
Генна́дій Генна́дійович Моска́ль (11 грудня 1950, с. Задубрівка, Заставнівський район, Чернівецька область, Українська РСР, СРСР — 17 березня 2024, Чернівці, Україна) — український політик та правник, генерал-лейтенант міліції, кандидат юридичних наук (2002), доцент (2005). Народний депутат України.
У 2011—2013 входив до складу політичної партії «Фронт Змін», однак після її вливання до «Батьківщини» перейшов з іншими однопартійцями до нової партії, отримавши місце у політичній раді «Батьківщини». 25 серпня 2014 на закритому засіданні партії «Батьківщина» був виключений з партії і всіх її керівних органів.
Керівник Луганської обласної військово-цивільної адміністрації з 5 березня 2015. З 15 липня 2015-го по 11 червня 2019-го — голова Закарпатської ОДА.

## Життєпис

### Перші роки
Народився 11 грудня 1950 року на Північній Буковині у селі Задубрівка, Заставнівського району, Чернівецької області у сім'ї службовців. Батько — татарин Геннадій Хадейович Гайфулін (Гайфуллін). Мати — Степанія Павлівна Москаль.
У 1970 році закінчив навчання в Чернівецькому технікумі залізничного транспорту. Того ж року, у віці 20 років, почав працювати, ставши оглядачем вагонів відділу вагонного господарства Тернопільського відділення Львівської залізниці.
В період з 11.1970 по 11.1972 роки — проходив строкову військову службу у Збройних Силах СРСР.

### Кар'єра на державній службі
Після демобілізації з військової служби навчався у Львівській спеціальній середній школі міліції МВС СРСР, а з 1975 почав працювати в органах внутрішніх справ. За цей час зробив блискавичну кар'єру від інспектора до заступника міністра внутрішніх справ України, генерала-лейтенанта міліції. Так у 1973—1978 працював інспектором, старшим інспектором відділу внутрішніх справ Ленінського РВ УВС міста Чернівців, начальником відділення «А», начальником відділу кримінального розшуку УВС Чернівецького облвиконкому, першим заступником начальника УМВС в Чернівецької області — начальником кримінальної міліції тощо. У 1976 (за іншими даними в 1981) Москаль закінчив Київську вищу школу міліції МВС СРСР імені Фелікса Дзержинського (нині Національна академія внутрішніх справ України). У 1978—1982 майбутній генерал працював старшим інспектором, начальником відділу карного розшуку управління внутрішніх справ Чернівецького обласного виконавчого комітету. У 1982 (за іншими даними 1984), у віці 31 року, він закінчив Академію МВС СРСР Ордена Трудового Червоного Прапора. Отримав кваліфікацію правознавство.
З 1995 по жовтень 1997 року обіймав посаду начальника управління Міністерства внутрішніх справ України у Закарпатській області. А вже з червня 2001 Геннадій Геннадійович був призначений головою Закарпатської обласної державної адміністрації. У 2002 Геннадій Геннадійович Москаль здобув науковий ступінь кандидата юридичних наук, захистивши кандидатську дисертацію на тему «Інститут тимчасового генерал-губернатора в Україні у кінці XIX — на початку XX ст.» у Національному університеті внутрішніх справ України.
З 1 серпня 2004 очолив «Комісію у справах осіб, депортованих за національними ознаками», а також став головою «Міжвідомчої координаційної ради з питань співробітництва з українською діаспорою». З лютого 2005 по 18 листопада 2005 Геннадія Геннадійовича було призначено заступником Міністра внутрішніх справ України та начальником кримінальної міліції. На той час Міністерство внутрішніх справ України очолював Микола Білоконь, що пропрацював на цій посаді до 3 лютого 2005. Москаль пішов у відставку вже при іншому міністрі, Юрію Луценку. Того ж дня його було призначено головою Луганської обласної державної адміністрації, де він пропрацював близько пів року.

### Політична кар'єра
У 1983—1986 працював заступником начальника відділу внутрішніх справ Ленінського райвиконкому міста Чернівців.
У 1986—1992 начальник відділу карного розшуку УВС Чернівецького облвиконкому.
У 1992—1995 — перший заступник начальника управління — начальник кримінальної міліції УВС у Чернівецькій області.
У 1997—2000 призначений на посаду заступника Міністра внутрішніх справ України — начальник Головного управління МВС України в Автономній Республіці Крим, місто Сімферополь.
У 2000 його призначено заступником Міністра внутрішніх справ України — начальник управління МВС України у Дніпропетровській області.
З 2002 обіймав посаду голови Держкомітету України у справах національностей та міграції.
У 2006 балотувався у Верховну Раду за списками виборчого Блоку «Наша Україна» під № 327, але до парламенту не потрапив (Блок отримав у Верховній Раді лише 81 мандат).
З листопада 2005 по 26 квітня 2006 Геннадій Москаль обіймає посаду голови Луганської обласної державної адміністрації.
З 17 травня 2006 по 9 січня 2007 — Постійний Представник Президента України в Автономній Республіці Крим.
З 9 січня 2007 по 11 квітня 2007 — заступник Голови Служби безпеки України.
У ході позачергових Парламентських виборів 2007 балотувався у Верховну Раду України за списками політичної партії «Наша Україна — Народна самооборона» (№ 41 у списку). На момент проведення виборів Москаль був безпартійним й працював президентом юридичної компанії «Правозахист». Через місяць після обрання у парламент країни Москаль посів посаду першого заступника голови комітету з питань боротьби з організованою злочинністю і корупцією. Після Парламентських виборів 2012 вдруге потрапив до Верховної Ради України, балотувавшись за списками партії Всеукраїнське об'єднання «Батьківщина» (№ 39 у списку).
Депутат Верховної Ради 6-го скликання з 23 листопада 2007 від Блоку «Наша Україна — Народна самооборона», № 41 в списку. На час виборів: президент юридичної компанії «Правозахист», безпартійний. Член фракції Блоку «Наша Україна — Народна самооборона» (з 23 листопада 2007). Перший заступник голови Комітету з питань боротьби з організованою злочинністю і корупцією (з 26 грудня 2007).
29 грудня 2011 року вступив до партії «Фронт Змін».
Вчене звання — доцент кафедри оперативно-розшукової діяльності.
18 вересня 2014 року Президент України Петро Порошенко призначив на посаду голови Луганської обласної державної адміністрації.
З 15 липня 2015 року голова Закарпатської обласної державної адміністрації.
23 квітня 2019 року голова Закарпатської обласної адміністрації Геннадій Москаль подав у відставку.
11 червня 2019 звільнений з посади Указом Президента України.
Помер 17 березня 2024 року у віці 73 років у Чернівцях після тяжкої тривалої хвороби. Був похований 19 березня на Чернівецькому центральному цвинтарі.

## Діяльність
На посаді керівника Луганської військово-цивільної адміністрації Москаль заборонив продаж спиртних напоїв на лінії бойового зіткнення, щоб «убезпечити мирних мешканців та військовослужбовців від випадків травматизму та загибелі в стані алкогольного сп'яніння».

## Державні ранги
- Державний службовець третього рангу (26 січня 2006)[23].
- Державний службовець першого рангу (11 липня 2006)[24].

## Нагороди
- Орден «За заслуги» (2019, Угорщина) — за громадянські заслуги перед державою[25]
- Орден «За заслуги» I ступеня (23 серпня 2011)[26], II ступеня (2006)[27], III ступеня (2000)[28]
- Відзнака «Іменна вогнепальна зброя» (1999)[29]
- Заслужений юрист України (з 1997)[30]
- Почесна грамота Кабінету Міністрів України (грудень 1999).
- Медаль «За відмінну службу з охорони громадського порядку».
- Медаль «За бездоганну службу» III, II ступенів.
- Орден «За заслуги» 3-го ступеня (Україна);
- Іменна вогнепальна зброя;
- Заслужений юрист України;
- Лауреат Всеукраїнської програми «Лідери регіонів» (2002, Україна)[8].